# Frank de Graaff
Frank de Graaff (Rotterdam, 30 juni 1918 – Hattem, 18 augustus 1993) was een Nederlands Hervormd predikant, theoloog, cultuurfilosoof en godsdienstwijsgeer.
De Graaff was een denker met originele standpunten op de terreinen van filosofie, theologie en geschiedenis. Deze originaliteit werd niet door iedereen gewaardeerd. Vooral zijn opvatting dat iedere cultuur geregeerd werd door tussenwezens of goden was zeer omstreden. Zijn kritiek op de moderne wetenschap die volgens hem had geleid tot het verdwijnen van de band met de god van de westerse cultuur vond wel enige aanhang in orthodox-protestantse kring.

## Biografie
De Graaff studeerde theologie met als hoofdvak wijsbegeerte aan de Rijksuniversiteit van Utrecht. In 1951 promoveerde hij op een studie naar de existentiefilosoof Martin Heidegger. De Graaff werd predikant in de Nederlandse Hervormde Kerk, achtereenvolgens in: Well en Ammerzoden, Apeldoorn, Rotterdam en ten slotte Hattem, waar hij in 1984 met emeritaat ging. In zijn stijl van preken lag de nadruk op exegese, waarbij hij moeilijke teksten niet uit de weg ging, maar integendeel juist opzocht. Steeds meer las hij de Hebreeuwse Bijbel vanuit Joods gezichtspunt, wat hem op kritiek kwam te staan.
Zijn bewondering voor Heidegger had hij gemeen met psychiater en cultuurfilosoof Jan Hendrik van den Berg met wie hij nauw bevriend was.

## Gedachtewereld
De filosofie van Heidegger, de terugkeer tot het Zijn, werd door De Graaff religieus uitgelegd. Het Zijn stond voor God. Op deze interpretatie kreeg hij felle kritiek, maar dit weerhield hem er niet van om zijn stelling verder uit te werken. Op basis van een gedachte, ontleend aan Psalm 82, stelde De Graaff dat culturen geregeerd worden door tussenwezens of goden die onderworpen waren aan de God van Israël. Hij werkte deze gedachte vooral uit in Als goden sterven (1969) en Anno Domini 1000 - Anno Domini 2000 (1977). In Jezus de Verborgene (1987 en 1989) stelde De Graaff dat de omhulling van het christendom in de geschiedenis een parallel vond in de omhulling van haar stichter, Christus zelf. De omhulde, verborgen Christus was alleen te kennen voor ingewijden. De Graaff verdeelde het Nieuwe Testament in gedeelten die voor meer en minder ingewijden geschikt waren, waarbij de evangeliën, die Christus zelf onthulden, alleen voor de meer ingewijden geschikt waren.

### Tussenwezens
Hij ging ervan uit dat culturen worden geregeerd door tussenwezens, die goden of engelen kunnen worden genoemd en welke onderhorig zijn aan de  God van de Bijbel: de God van Israël. Deze tussenwezens zijn sterfelijk indien zij onrecht dulden in hun cultuur. Sterft het tussenwezen, dan gaat diens cultuur op den duur te gronde, want een cultuur bestaat bij de gratie van de verbinding met God. De Graaff baseerde deze gedachtegang op Psalm 82, waar God rechtspreekt in de kring der goden. Hij volgde hier de exegese van Martin Buber en toonde onder invloed te staan van Dostojevski en Kafka.
Ook de westerse cultuur werd geleid door een tussenwezen, een engel of een godheid die intermediair was tussen de hoogste God en het christelijke (West-)Europa. Dit tussenwezen is reeds lang gestorven. De Graaff meende aanvankelijk dat de godsverbinding begon te ontbreken in de tijd van de renaissance, later plaatste hij het begin van die 'godsverduistering' (term van Martin Buber) rond het jaar 1000 - welk jaartal hij op grond van documenten uit die tijd serieuzer nam dan gebruikelijk is. In deze periode zou paus Silvester II de islamitische wetenschap hebben geïntroduceerd in het Westen en daarmee de band met de god van de westerse cultuur hebben doorgesneden. Omdat daarmee ook de band met God was doorgesneden was De Graaff zeer negatief over de ontwikkelingen in de westerse wetenschap en cultuur die na 1000 plaatsvonden. Deze kritiek vond weerklank bij een kleine groep orthodox-protestanten die eveneens kritisch stonden tegenover de moderne wetenschap en cultuur.

### Jezus
Het westerse tussenwezen moet volgens De Graaff onderscheiden worden van Jezus, die christenen de Zoon van God noemen. Hij stelt dat de westerse cultuur een wisselend en verkeerd beeld heeft gehad van Jezus en dat die cultuur zijn tussenwezen heeft aangezien voor Jezus zelf. De Graaff schreef twee boeken onder de veelzeggende titel Jezus de Verborgene, waarin een tweetal evangeliën werd ontleed teneinde geleidelijk een helderder beeld van Jezus te verkrijgen. De Graaff noemde dit proces van verheldering inwijding. Dit betekent bij hem dat de een meer in geestelijke dingen is doorgedrongen dan de ander en zulks niet door een verschil in verstandelijke vermogens, maar omdat aan de een meer geopenbaard is dan aan de ander. De uitdrukking inwijding" deed de mening postvatten als zou De Graaff een aanhanger van de gnostiek zijn, hoewel hij zich tegen anti-Joodse en anti-Bijbelse trekken in het gnosticisme verzette. Ook werd hij in dat verband wel elitair genoemd.
De Graaffs centrale gedachte is: Jezus en de god van het Europese christendom zijn niet dezelfde. Om deze intuïtie te onderzoeken verdiepte hij zich enerzijds in de Bijbel, in het bijzonder de evangeliën, en het gedachtegoed van Israël - waarin Jezus geboren is - en anderzijds in de geschiedenis van de Europese cultuur, dat wil zeggen: van de Europese wijsbegeerte, literatuur, beeldende kunst en muziek. De ontwikkelingen daarin achtte hij namelijk wezenlijker dan de ontwikkelingen in de westerse wetenschap - die goddelijk ingrijpen in natuur en geschiedenis nu eenmaal niet in aanmerking neemt. Die laatste ontwikkelingen hebben dus meer een symptomatisch dan een verklarend karakter. In al zijn filosofisch en theologisch werk staat op de achtergrond maar soms op de voorgrond - de vraag: wat is de relatie met Jezus, waar is de band met Jezus slechts schijnbaar aanwezig, waar is de band met Jezus slechts schijnbaar afwezig?
De Graaff hield zich altijd bezig met de gang van de Europese cultuur in haar verbondenheid met het christendom. Hij voorzag een teloorgang van het West-Europese christendom, toen velen dit nog ongegrond cultuurpessimisme vonden. 

## Evangelische Hogeschool
De Graaffs theorieën konden op weinig ingang rekenen in wetenschappelijke kringen. Wel gebruikte vanaf 1986 de orthodox-protestantse Evangelische Hogeschool (EH) in Amersfoort onderdelen uit zijn gedachtegoed. De hogeschool wilde een vrije leergang cultuurwetenschappen beginnen, als onderdeel van een op te richten internationale christelijke universiteit, die een alternatief moest bieden voor de "westerse" wetenschap. Onder andere door de rector Oudkerk gingen medewerkers en studenten aan de slag met de cultuurkritiek van De Graaff, die ook een plek kreeg in een vakgroep wetenschapsanalyse. Deze vakgroep bestond slechts korte tijd en kwam door meningsverschillen tussen De Graaff en de andere leden, onder wie Abraham Bos en Willem Ouweneel, niet tot concrete resultaten. Ondanks hun eigen reserves bij veel resultaten van de moderne wetenschap ging De Graaffs totale afwijzing van de wetenschap veel medewerkers en de Raad van Toezicht van de EH te ver. Bovendien botsten De Graaffs metahistorische en mystieke beschouwingen met de nadruk op een letterlijke uitleg van de Bijbel in orthodox-protestantse en evangelische kring. Beide partijen stonden tegenover elkaar. Na een bestuurscrisis in 1990 waren de dure plannen voor de stichting van een eigen christelijke universiteit van de baan. Hoewel De Graaff niet bij de universiteitsplannen betrokken was geweest, waren zijn omstreden opvattingen voor tegenstanders van die plannen een dankbaar mikpunt geweest.

## Publicaties

### Boeken van De Graaff
- Het schuldprobleem in de existentiephilosophie van Martin Heidegger, 1951
- Het Europese nihilisme - over de achtergronden van de westerse cultuurcrisis, 1956
- Als goden sterven - de crisis van de westerse cultuur, 1969, tweede druk 1970
- Anno Domini 1000 - Anno Domini 2000 - de duizend jaren bij de gratie van de dode god, 1977
- Spinoza en de crisis van de westerse cultuur, 1977
- Nietzsche, 1979
- Het geheim van de wereldgeschiedenis - zeven overdenkingen van woorden uit de Heilige Schrift, 1982
- Jezus de Verborgene - een voorbereiding tot inwijding in de mysteriën van het evangelie, 1987
- Jezus de Verborgene, deel II - vertaling en uitleg van het Matthaeus-evangelie, 1989
- De opera Die Zauberflöte van Mozart - het libretto verklaard uit de Geest der Muziek, 1990
- Israël - Hellas - Rome, het mysterie van de antieke beschaving, 1993

### Artikelen over De Graaff
- Tastend zien. Opstellen in dankbare herinnering opgedragen aan F. de Graaff (red. A. van der Ploeg, M.H.J. Dullaart, A.E.Vlug), 1993
- L. Engelfriet, Wie Abraham zegent, wordt gezegend - Frank de Graaff en de toekomst van het Westen, in: L. Engelfriet, Abraham zien - Israël gezien door schrijvers in het Westen, 2006
- L. Engelfriet, Een nieuw paradigma: Frank de Graaff over Israël en het Westen, in: Israël en de kerk, 2008